# Campo Magro
Campo Magro este un oraș în Paraná (PR), Brazilia.